# Gli amanti (Hunter)
Gli amanti (titolo originale Strangers When We Meet, 1958) è un romanzo di Ed McBain, autore che nel corso della propria carriera ha utilizzato diversi pseudonimi (Ed McBain è il più fortunato di questi).

## Trama
Larry Cole, architetto in carriera, vive in provincia e sembra accettarne i ritmi e le abitudini. È felicemente sposato ed ha due figli. Un giorno, accompagnando i figli alla fermata dell'autobus si accorge della presenza di una giovane attraente mamma di nome Margaret Gault.
Il resto è la storia di un adulterio con interessanti descrizioni sulle pulsioni che possono indurre un uomo felice a cacciarsi in una spirale di dolore per passione di una donna e sulle ragioni che, viceversa, lo trattengono dal lasciarsi andare del tutto.
Il finale che attende il protagonista è una tipica via d'uscita adatta alla morale degli anni cinquanta. Ben più amaro e cinico è quello che lo scrittore assegna alla controparte femminile.

## Film
Da questo libro è tratto il film del 1960 Noi due sconosciuti (Strangers When We Meet) per la regia di Richard Quine. Molti gli attori di spessore che hanno partecipato alla pellicola: Kirk Douglas, Kim Novak, Barbara Rush, Ernie Kovacs, Walter Matthau, Virginia Bruce.

## Edizioni
- Evan Hunter, Gli amanti, traduzione di Adriana Pellegrini, Longanesi, 1965.